# The Medallion
The Medallion is een komedie-actiefilm uit 2003 geregisseerd door filmmaker Gordon Chan uit Hongkong. De hoofdrollen werden vertolkt door Jackie Chan, Lee Evans en Claire Forlani.

## Het verhaal
Eddie Yang (Jackie Chan) is een politieagent in Hongkong die samenwerkt met Interpol voor de vangst van de crimineel AJ "Snakehead" Staul. De film begint met Snakehead (Julian Sands) die een oud boek koopt van een Chinese boekhandelaar. Het boek vertelt het verhaal van een jongen die om de duizend jaar gekozen wordt om de twee helften van een legendarisch medaillon te verbinden. Snakehead begint naar de onlangs gekozen jongen te zoeken. In Hongkong is een team van Interpolagenten, onder leiding van agent Arthur Watson (Lee Evans), zich aan het voorbereiden Snakehead en zijn mannen gevangen te nemen, die van plan is de jongen te ontvoeren. Eddie en de Interpolagenten vechten met Snakeheads mannen in een tempel waar de jongen, genaamd Jai, wordt gehouden. Jai is veilig, maar Snakehead en zijn mannen weten te ontsnappen. Twee weken later wordt Jai gevangen en wordt vastgehouden aan boord van een vrachtschip in Hongkong. Eddie en een team van agenten uit Hongkong vechten en verslaan een aantal van Snakeheads mannen, maar hij en een paar anderen ontsnappen met Jai naar Dublin.
In Ierland wordt Eddie toegewezen om Interpol te helpen met het onderzoek, tot ongenoegen van Watson. Eddie wordt ook herenigd met zijn vriendin, een Britse agente genaamd Nicole James (Claire Forlani). Eddie ontmoet later toevallig een van Snakeheads mannen. Na zijn gevangenneming bekent hij dat Jai wordt vastgehouden in de haven. Eddie, Watson en Nicole proberen Jai te redden waarbij verschillende mannen van Snakehead worden verslagen. Eddie en Jai eindigen uiteindelijk opgesloten in een container, die in het water geslagen wordt door een kraan in handen van een van Snakeheads mannen voordat ze zich kunnen bevrijden. Jai blijft leven door een opblaasbare tent, maar Eddie verdrinkt. Na gered te zijn gebruikt Jai zijn medaillon op het lichaam van Eddie. In het lijkenhuis treurt Watson over het lichaam van Eddie wanneer hij plotseling naast hem staat. Eddie beseft dat Jai het medaillon gebruikt heeft om hem te laten herleven en zijn voormalige lichaam verdwijnt in het niets. Jai splitst het medaillon in haar twee helften, waarbij hij een van de delen aan Eddie geeft. Snakeheads mannen verschijnen in het ziekenhuis om Jai te heroveren en tijdens het gevecht ontdekt Eddie dat het medaillon hem bovenmenselijke krachten en onsterfelijkheid geeft.
Jai wordt weer gevangengenomen door Snakehead. Hij wordt gedwongen om het medaillon te gebruiken op Snakehead, maar heeft slechts een helft ervan, waardoor hij bovenmenselijke kracht krijgt, maar nog steeds sterfelijk is. Snakehead en zijn mannen vallen de familie van Watson aan en stelen de andere helft van het medaillon. Eddie, Watson en Nicole ontdekken dat Snakeheads schuilplaats een kasteel is met de naam "Raven's Keep" en gaan naar hem om eens en voor altijd met hem af te rekenen. De operatie loopt in het begin soepel, maar Snakehead doodt Nicole en is onsterfelijk geworden. Hij en Eddie gaan in een vicieuze vechten, totdat Eddie het medaillon gebruikt om het leven weg te nemen die het medaillon aan Snakehead had gegeven. Hierdoor wordt Snakehead vernietigd. Jai staat Eddie toe het medaillon te gebruiken om Nicole tot leven te wekken, die ook bovenmenselijke krachten en onsterfelijkheid krijgt. De twee lopen in de verte en Jai gaat door een portaal naar een andere wereld. 

## Rolverdeling
- Jackie Chan als Eddie Yang
- Lee Evans als Arthur Watson
- Claire Forlani als Nicole James
- Alex Bao als Jai
- Julian Sands als Snakehead
- John Rhys-Davies als commandant Hammerstock-Smythe
- Anthony Wong Chau Sang als Lester
- Christy Chung als Charlotte Watson
- Diana Weng als undercover vrouw
- Nicholas Tse en Edison Chen als Waiters
- Scott Adkins, Reuben Christopher Langdon, Michael Strange, Hiroyoshi Komuro, and Han Guan Hua als handlangers
- Billy Hill als Miles Watson
- Alfred Cheung als Chinese professor